# Mistrzostwa Świata Juniorów w Biathlonie 2007
Mistrzostwa Świata Juniorów w Biathlonie 2007 odbyły się we włoskiej miejscowości Martell-Val Martello, w dniach 24 stycznia – 31 stycznia 2007 roku. Rozegrane zostały 4 konkurencje: bieg indywidualny, bieg sprinterski, bieg pościgowy i bieg sztafetowy. Wszystkie konkurencje zostały rozegrane dla mężczyzn i kobiet juniorów oraz juniorów młodszych. W sumie odbyło się 16 biegów.

## Wyniki kobiet (juniorki)

### Bieg indywidualny – 12,5 km[1]
- Data: 25 stycznia 2007

| Medal | Zawodnik                     | Narodowość | Strzelanie | Wynik   | Strata   |
| ----- | ---------------------------- | ---------- | ---------- | ------- | -------- |
|       | Jewgienija Siedowa           | Rosja      | 0+0+0+0    | 45:04,2 |          |
|       | Carolin Hennecke             | Niemcy     | 0+0+0+2    | 45:40,8 | +36,6    |
|       | Anaïs Bescond                | Francja    | 0+0+0+0    | 45:58,1 | +53,9    |
| ...   | ...                          | ...        | ...        | ...     | ...      |
| 18.   | Weronika Nowakowska-Ziemniak | Polska     | 0+2+1+0    | 50:22,1 | +5:17,9  |
| 41.   | Kamila Czerniak              | Polska     | 2+3+0+0    | 54:41,7 | +9:37,5  |
| 51.   | Karolina Pitoń               | Polska     | 1+2+1+2    | 57:07,5 | +12:03,3 |

### Bieg sprinterski – 7,5 km[2]
- Data: 27 stycznia 2007

| Medal | Zawodnik                     | Narodowość | Strzelanie | Wynik   | Strata  |
| ----- | ---------------------------- | ---------- | ---------- | ------- | ------- |
|       | Swietłana Slepcowa           | Rosja      | 2+1        | 25:44,4 |         |
|       | Darja Domraczewa             | Białoruś   | 4+0        | 26:05,3 | +20,9   |
|       | Anaïs Bescond                | Francja    | 0+1        | 26:26,8 | +42,4   |
| ...   | ...                          | ...        | ...        | ...     | ...     |
| 19.   | Weronika Nowakowska-Ziemniak | Polska     | 0+2        | 28:40,1 | +2:55,7 |
| 52.   | Kamila Czerniak              | Polska     | 2+3        | 31:33,6 | +5:49,2 |
| 54.   | Karolina Pitoń               | Polska     | 3+1        | 31:38,8 | +5:54,4 |

### Bieg pościgowy – 10 km[3]
- Data: 28 stycznia 2007

| Medal | Zawodnik                     | Narodowość | Strzelanie | Wynik   | Strata   |
| ----- | ---------------------------- | ---------- | ---------- | ------- | -------- |
|       | Swietłana Slepcowa           | Rosja      | 0+1+1+2    | 35:22,9 |          |
|       | Darja Domraczewa             | Białoruś   | 2+1+1+1    | 35:41,2 | +18,3    |
|       | Juliane Döll                 | Niemcy     | 0+0+1+1    | 35:52,3 | +29,4    |
| ...   | ...                          | ...        | ...        | ...     | ...      |
| 25.   | Weronika Nowakowska-Ziemniak | Polska     | 2+0+2+3    | 42:36,9 | +7:14,0  |
| 40.   | Karolina Pitoń               | Polska     | 0+2+0+0    | 45:13,1 | +9:50,2  |
| 50.   | Kamila Czerniak              | Polska     | 3+1+1+1    | 47:37,9 | +12:15,0 |

### Bieg sztafetowy – 3 × 6 km[4]
- Data: 30 stycznia 2007

| Medal | Drużyna                                                                         | Strzelanie                      | Wynik      | Strata  |
| ----- | ------------------------------------------------------------------------------- | ------------------------------- | ---------- | ------- |
|       | Niemcy · Franziska Hildebrand · Juliane Döll · Carolin Hennecke                 | 0+3 0+5 0+1 0+2 0+1 0+1 0+1 0+2 | 1:00:19,44 |         |
|       | Francja · Anaïs Bescond · Marion Blondeau · Pauline Macabies                    | 0+3 0+3 0+0 0+3 0+2 0+0 0+1 0+0 | 1:01:16,62 | +57,2   |
|       | Norwegia · Vilde Ravnsborg Gurigard · Kjersti Isaksen · Julie Bonnevie-Svendsen | 0+0 1+4 0+0 0+1 0+0 0+0 0+0 1+3 | 1:02:44,99 | +2:25,5 |
| ...   | ...                                                                             | ...                             | ...        | ...     |
| 14.   | Polska · Weronika Nowakowska-Ziemniak · Kamila Czerniak · Karolina Pitoń        | 1+4 1+7 1+3 0+2 0+1 0+2 0+0 1+3 | 1:10:14,03 | +9:54,6 |

## Wyniki kobiet (juniorki młodsze)

### Bieg indywidualny – 10 km[5]
- Data: 25 stycznia 2007

| Medal | Zawodnik            | Narodowość | Strzelanie | Wynik   | Strata   |
| ----- | ------------------- | ---------- | ---------- | ------- | -------- |
|       | Laure Bosc          | Francja    | 0+0+0+0    | 38:13,1 |          |
|       | Ksienija Kulikowa   | Rosja      | 0+0+0+1    | 38:57,6 | +44,5    |
|       | Marie-Laure Brunet  | Francja    | 1+2+1+0    | 40:04,5 | +1:51,4  |
| ...   | ...                 | ...        | ...        | ...     | ...      |
| 29.   | Monika Guła         | Polska     | 1+1+1+0    | 45:27,6 | +7:14,5  |
| 47.   | Jadwiga Galica      | Polska     | 0+2+1+3    | 47:46,9 | +9:33,8  |
| 50.   | Monika Hojnisz      | Polska     | 1+5+0+3    | 48:23,0 | +10:09,9 |
| 66.   | Katarzyna Gąsienica | Polska     | 1+2+2+3    | 52:05,9 | +13:52,8 |

### Bieg sprinterski – 6 km[6]
- Data: 27 stycznia 2007

| Medal | Zawodnik          | Narodowość | Strzelanie | Wynik   | Strata  |
| ----- | ----------------- | ---------- | ---------- | ------- | ------- |
|       | Laure Bosc        | Francja    | 0+2        | 22:46,4 |         |
|       | Ksienija Kulikowa | Rosja      | 1+1        | 23:01,2 | +14,8   |
|       | Pinja Piira       | Finlandia  | 1+1        | 23:09,0 | +22,6   |
| ...   | ...               | ...        | ...        | ...     | ...     |
| 43.   | Monika Guła       | Polska     | 2+1        | 26:25,3 | +3:38,9 |
| 45.   | Jadwiga Galica    | Polska     | 1+5        | 26:55,2 | +4:08,8 |
| 56.   | Monika Hojnisz    | Polska     | 4+3        | 27:30,0 | +4:43,6 |
| 63.   | Katarzyna Leja    | Polska     | 4+2        | 28:03,2 | +5:16,8 |

### Bieg pościgowy – 7,5 km[7]
- Data: 28 stycznia 2007

| Medal | Zawodnik           | Narodowość | Strzelanie | Wynik   | Strata  |
| ----- | ------------------ | ---------- | ---------- | ------- | ------- |
|       | Marie-Laure Brunet | Francja    | 0+1+0+1    | 27:04,7 |         |
|       | Ksienija Kulikowa  | Rosja      | 0+1+0+2    | 27:51,1 | +46,4   |
|       | Laure Bosc         | Francja    | 0+1+2+0    | 28:24,1 | +1:19,4 |
| ...   | ...                | ...        | ...        | ...     | ...     |
| 35.   | Monika Hojnisz     | Polska     | 1+0+2+2    | 34:48,7 | +7:44,0 |
| 37.   | Monika Guła        | Polska     | 0+0+3+0    | 35:08,5 | +8:03,8 |
| 48.   | Jadwiga Galica     | Polska     | 1+0+3+3    | 36:49,6 | +9:44,9 |

### Bieg sztafetowy – 3 × 6 km[8]
- Data: 30 stycznia 2007

| Medal | Drużyna                                                          | Strzelanie                      | Wynik      | Strata  |
| ----- | ---------------------------------------------------------------- | ------------------------------- | ---------- | ------- |
|       | Francja · Laure Bosc · Marine Bolliet · Marie-Laure Brunet       | 0+1 0+4 0+0 0+1 0+1 0+2         | 1:02:46,39 |         |
|       | Rosja · Olga Wiłuchina · Ksienija Kulikowa · Nadieżda Griebniewa | 0+2 0+5 0+0 0+0 0+1 0+3 0+1 0+2 | 1:04:45,25 | +1:58,9 |
|       | Norwegia · Ada Ringen · Karianne Grue Tufte · Frida Schneider    | 0+2 0+7 0+1 0+2 0+0 0+3 0+1 0+2 | 1:05:46,30 | +3:00,0 |
| ...   | ...                                                              | ...                             | ...        | ...     |
| 9.    | Polska · Monika Guła · Monika Hojnisz · Jadwiga Galica           | 0+2 0+6 0+0 0+1 0+0 0+3 0+2 0+2 | 1:10:36,12 | +7:49,8 |

## Wyniki mężczyzn (juniorzy)

### Bieg indywidualny – 15 km[9]
- Data: 24 stycznia 2007

| Medal | Zawodnik             | Narodowość | Strzelanie | Wynik   | Strata   |
| ----- | -------------------- | ---------- | ---------- | ------- | -------- |
|       | Jauhienij Abramienka | Białoruś   | 0+0+0+0    | 46:29,0 |          |
|       | Anton Szypulin       | Rosja      | 1+0+0+0    | 47:57,7 | +1:28,7  |
|       | Klemen Bauer         | Słowenia   | 0+2+0+1    | 48:17,0 | +1:48,0  |
| ...   | ...                  | ...        | ...        | ...     | ...      |
| 19.   | Adam Kwak            | Polska     | 2+2+0+0    | 51:26,3 | +4:57,3  |
| 48.   | Adrian Maciulewicz   | Polska     | 1+2+0+1    | 55:25,6 | +8:56,6  |
| 52.   | Tomasz Puda          | Polska     | 1+1+1+1    | 56:05,9 | +9:36,9  |
| 54.   | Sebastian Witek      | Polska     | 1+2+2+2    | 56:34,0 | +10:05,0 |

### Bieg sprinterski – 10 km[10]
- Data: 27 stycznia 2007

| Medal | Zawodnik           | Narodowość | Strzelanie | Wynik   | Strata  |
| ----- | ------------------ | ---------- | ---------- | ------- | ------- |
|       | Christoph Stephan  | Niemcy     | 3+2        | 28:06,4 |         |
|       | Daniel Böhm        | Niemcy     | 1+3        | 28:19,3 | +12,9   |
|       | Henrik L’Abée-Lund | Norwegia   | 1+3        | 28:25,5 | +19,1   |
| ...   | ...                | ...        | ...        | ...     | ...     |
| 17.   | Adam Kwak          | Polska     | 1+1        | 29:31,3 | +1:24,9 |
| 37.   | Sebastian Witek    | Polska     | 2+2        | 30:42,7 | +2:36,3 |
| 40.   | Tomasz Puda        | Polska     | 1+0        | 30:55,7 | +2:49,3 |
| 42.   | Adrian Maciulewicz | Polska     | 1+2        | 31:00,6 | +2:54,2 |

### Bieg pościgowy – 12,5 km[11]
- Data: 28 stycznia 2007

| Medal | Zawodnik           | Narodowość | Strzelanie | Wynik   | Strata  |
| ----- | ------------------ | ---------- | ---------- | ------- | ------- |
|       | Christoph Stephan  | Niemcy     | 0+0+1+0    | 36:58,8 |         |
|       | Daniel Böhm        | Niemcy     | 1+0+1+0    | 37:34,5 | +35,7   |
|       | Simon Schempp      | Niemcy     | 1+1+0+0    | 38:19,1 | +1:20,3 |
| ...   | ...                | ...        | ...        | ...     | ...     |
| 19.   | Adam Kwak          | Polska     | 1+1+1+2    | 42:16,1 | +5:17,3 |
| 37.   | Sebastian Witek    | Polska     | 2+1+2+2    | 44:48,5 | +7:49,7 |
| 41.   | Adrian Maciulewicz | Polska     | 0+1+3+2    | 45:38,2 | +8:39,4 |
| 47.   | Tomasz Puda        | Polska     | 2+1+0+1    | 45:54,4 | +8:55,6 |

### Bieg sztafetowy – 4 × 7,5 km[12]
- Data: 31 stycznia 2007

| Medal | Drużyna                                                                          | Strzelanie                              | Wynik      | Strata  |
| ----- | -------------------------------------------------------------------------------- | --------------------------------------- | ---------- | ------- |
|       | Niemcy · Daniel Böhm · Simon Schempp · Sebastian Berthold · Christoph Stephan    | 0+5 0+2 0+3 0+2 0+1 0+0 0+0 0+0         | 1:27:08,95 |         |
|       | Norwegia · Magnus Hals · Henrik L’Abée-Lund · Arild Askestad · Martin Eng        | 0+4 1+4 0+2 0+0 0+0 0+1 0+1 0+0 0+1 1+3 | 1:30:13,66 | +3:04,7 |
|       | Kanada · Marc-Andre Bedard · Yannick Letailleur · Maxime Leboeuf · Brendan Green | 0+6 0+7 0+3 0+1 0+0 0+3 0+1 0+1 0+2 0+2 | 1:30:14,37 | +3:05,4 |
| ...   | ...                                                                              | ...                                     | ...        | ...     |
| 8.    | Polska · Adam Kwak · Łukasz Szczurek · Sebastian Witek · Adrian Maciulewicz      | 0+5 0+8 0+2 0+1 0+0 0+3 0+0 0+1 0+3 0+3 | 1:32:02,38 | +4:53,4 |

## Wyniki mężczyzn (juniorzy młodsi)

### Bieg indywidualny – 12,5 km[13]
- Data: 24 stycznia 2007

| Medal | Zawodnik               | Narodowość | Strzelanie | Wynik   | Strata   |
| ----- | ---------------------- | ---------- | ---------- | ------- | -------- |
|       | Łukasz Szczurek        | Polska     | 0+1+0+0    | 44:18,1 |          |
|       | Pawieł Magaziejew      | Rosja      | 2+0+0+2    | 45:07,8 | +49,7    |
|       | Jean-Guillaume Béatrix | Francja    | 0+0+0+3    | 45:12,8 | +54,7    |
| ...   | ...                    | ...        | ...        | ...     | ...      |
| 48.   | Wojciech Maryniarczyk  | Polska     | 1+0+1+2    | 53:35,8 | +9:17,7  |
| 67.   | Grzegorz Penar         | Polska     | 3+1+4+3    | 57:18,5 | +13:00,4 |
| 73.   | Andrzej Białkowski     | Polska     | 2+1+2+1    | 59:26,1 | +15:08,0 |

### Bieg sprinterski – 7,5 km[14]
- Data: 27 stycznia 2007

| Medal | Zawodnik              | Narodowość | Strzelanie | Wynik   | Strata  |
| ----- | --------------------- | ---------- | ---------- | ------- | ------- |
|       | Tałgat Golaszow       | Rosja      | 0+0        | 22:41,0 |         |
|       | Dominik Landertinger  | Austria    | 1+2        | 22:42,8 | +1,8    |
|       | Florian Graf          | Niemcy     | 1+2        | 22:57,6 | +16,6   |
| ...   | ...                   | ...        | ...        | ...     | ...     |
| 25.   | Łukasz Szczurek       | Polska     | 1+2        | 24:45,9 | +2:04,9 |
| 58.   | Wojciech Maryniarczyk | Polska     | 2+1        | 27:06,9 | +4:25,9 |
| 61.   | Rafał Potrząsaj       | Polska     | 4+1        | 27:12,6 | +4:31,6 |
| 64.   | Grzegorz Penar        | Polska     | 4+2        | 27:24,9 | +4:43,9 |

### Bieg pościgowy – 10 km[15]
- Data: 28 stycznia 2007

| Medal | Zawodnik        | Narodowość | Strzelanie | Wynik   | Strata  |
| ----- | --------------- | ---------- | ---------- | ------- | ------- |
|       | Florian Graf    | Niemcy     | 0+0+1+3    | 31:09,9 |         |
|       | Tarjei Bø       | Norwegia   | 0+1+1+1    | 31:26,4 | +16,5   |
|       | Tałgat Golaszow | Rosja      | 0+0+0+0    | 31:44,2 | +34,3   |
| ...   | ...             | ...        | ...        | ...     | ...     |
| 18.   | Łukasz Szczurek | Polska     | 3+0+1+0    | 35:09,9 | +4:00,0 |

### Bieg sztafetowy – 3 × 7,5 km[16]
- Data: 31 stycznia 2007

| Medal | Drużyna                                                                     | Strzelanie                      | Wynik      | Strata  |
| ----- | --------------------------------------------------------------------------- | ------------------------------- | ---------- | ------- |
|       | Austria · Daniel Salvenmoser · Benjamin Riedlsperger · Dominik Landertinger | 2+5 1+6 0+1 0+0 2+3 1+3 0+1 0+3 | 1:08:57,36 |         |
|       | Norwegia · Espen Aarvag · Magnus L'Abeé-Lund · Tarjei Bø                    | 3+9 0+4 1+3 0+1 1+3 0+2 1+3 0+1 | 1:09:03,88 | +6,5    |
|       | Francja · Jean-Guillaume Béatrix · Yann Guigonnet · Martin Fourcade         | 0+3 0+5 0+2 0+0 0+0 0+3 0+1 0+2 | 1:10:13,57 | +1:16,2 |
| ...   | ...                                                                         | ...                             | ...        | ...     |
| 15.   | Polska · Wojciech Maryniarczyk · Grzegorz Penar · Rafał Potrząsaj           | 3+8 2+8 0+2 0+3 1+3 2+3 2+3 0+2 | 1:18:10,70 | +9:13,4 |

## Tabela medalowa
| Miejsce | Państwo   |   |   |   | Razem |
| ------- | --------- | - | - | - | ----- |
| 1.      | Niemcy    | 5 | 3 | 3 | 11    |
| 2.      | Rosja     | 4 | 6 | 1 | 11    |
| 3.      | Francja   | 4 | 1 | 6 | 11    |
| 4.      | Białoruś  | 1 | 2 |   | 3     |
| 5.      | Austria   | 1 | 1 |   | 2     |
| 6.      | Polska    | 1 |   |   | 1     |
| 7.      | Norwegia  |   | 3 | 3 | 6     |
| =8.     | Finlandia |   |   | 1 | 1     |
| =8.     | Kanada    |   |   | 1 | 1     |
| =8.     | Słowenia  |   |   | 1 | 1     |